# CONNECTONE
CONNECTONE（コネクトーン）は、ビクターエンタテインメントの社内レコードレーベル。2015年4月設立。設立者は高木亮。

## 概要
レーベル名は「コネクト」+「トーン」でコネクトーン。その名の通り、「つなげる音楽、つながる音楽」をコンセプトに、音楽をつなげていくこと、音楽でつながっていくことを目指して、2015年にビクターエンタテインメントが新設したレーベル。
レーベルの代表を務めるのは、ローリング・ストーンズやスマッシング・パンプキンズなど数多くの海外アーティストを手掛けた経験を持ち、ユニバーサルミュージックでの執行役員やグループ会社社長などを兼務する旧EMIグループ出身の高木亮。
ジャンルにこだわらず、圧倒的なオリジナリティやアイディアを持った音楽家としてのアティチュードを伝えることが出来るアーティストを中心に扱うことで、リスナーからアーティスト単体ではなく「レーベル買い」のできるレーベルという信頼を獲得することを目指している。

### ビジネススキーム
CDや配信販売を中心とした従来のレコード会社のあり方を根本から見直し、アーティスト活動全体の収入をマネージメント会社や音楽出版社と分け合う新たな360度ビジネスを標榜。レーベル設立発表のコンベンションでは、「業界の『0.27%』というモデルからの脱却」を掲げてプレゼンした。コンセプトの一つとして「飛距離よりも打率」ということを挙げており、一発のホームランや一人のスーパースターを生み出すのではなく全員が出塁できるような打率のいいチーム作りをすることで、アーティストに長期間の活動継続を保証し、レーベル全体としても前進し続けることを目指している。
契約については、アーティスト、芸能プロダクション、レコードレーベル、音楽出版社が、それぞれ対等な立場で責任を持ち合って同じ目標に向かって進む「ジョイントベンチャー型」、「権利・収益相互乗り入れ型」、「レーベル・事務所 兼任型」の3タイプでシステムを構築している。

### 育成
レーベル主催のイベント「CONNECTONE NIGHT」を2016年から開催しており、それにあわせて新人発掘のオーディションも行っている。新人のプロモーションにあたっては、CDだけではなくライブやグッズ、ファンクラブなど、アーティストの全てのビジネスやライツに何らかの形で関わっていくという方針で、ただ音源を売っていくだけでなく、そのアーティストの活動全てに関わって全体像を常に意識しながらサポートする。また同じCONNECTONE傘下のTHE THROTTLEだけでなく他レーベルのSuchmosにも参加するメンバーが在籍するSANABAGUNのように、才能あるミュージシャンであればあるほど自然と様々なプロジェクトを手掛けていく時代であり、専属契約という囲い込みをベースに成立していたこれまでのレコード会社のビジネスが通用しにくくなっているため、そのようなアーティストのニーズやチャレンジにフレキシブルに合わせている。

### 海外への展開
特別な気負いも無く普通に世界とのつながりを意識している若いアーティストが増えているため、海外での活動を自然なこととして行える体制作りを目指し、海外のレーベルとの連携も視野に入れている。

## 沿革
2014年
- 9月、ビクターのプレゼンテーションイベント「MUSIC STORM 2014」において、対外的に新レーベルの立ち上げを発表[3]。

2015年
- 4月、正式に活動を開始[4]。レーベル第一弾アーティストとしてAwesome City Clubがメジャー・デビュー。

2016年
- 5月、初の主催イベント“CONNECTONE NIGHT Vol.1”を開催[11]。

## 所属アーティスト
- RHYMESTER（2015年〜）- starplayers Records
- lyrical school（2019年〜）
  - minan（2021年〜）

## かつて所属したアーティスト
- Awesome City Club（2015年〜2018年） - 2019年からcutting edgeに所属
- SANABAGUN.（2015年〜2020年）
- 集団行動（2017年〜2019年）
- sympathy（2015年〜2017年）
- THE THROTTLE（ザ・スロットル）（2016年）
- Neetz（KANDYTOWN、2018年〜2019年）
- ぼくのりりっくのぼうよみ（2015年〜2018年）
- Reol（2018年〜2020年） - 2021年からColourful Recordsに移籍

## 関連レーベル
- starplayers Records

共に設立したRHYMESTERの主宰レーベル。
- CONNEXTONE（コネクストーン）

2019年4月、ビクター洋楽部とコネクトーン制作部を統合し、「コネクストーン制作部（CONNEXTONE）」に名称を変更。
Nulbarich、LUCKY TAPES、LOVEBITESなどが所属。
- CONNECTUNE（コネクチューン）

CONNEXTONE内に新設されたサブレーベル。これまでにuami、音楽かいとの作品がリリースされている。